# Takács Gábor (fizikus)
Takács Gábor (Budapest, 1969. –) Lendület ösztöndíjas fizikus, egyetemi tanár, az MTA doktora.

## Tanulmányai
A kecskeméti Katona József Gimnázium diákja volt 1983 és 1987 között. Felsőfokú tanulmányait az ELTE-n kezdte, ahol 1992-ben fizikusi diplomát, majd 1996-ban doktori fokozatot szerzett. 1995–1996 között a Cambridge-i Egyetem Alkalmazott Matematikai és Elméleti Fizikai intézetének vendéghallgatója. 1997-től a bolognai INFN intézetének, majd a londoni King’s College matematika szakának munkatársa. 2005-ben habilitált az ELTE-n, 2008-tól az MTA doktora.

## Szakmai tevékenysége
Kutatómunkájának fő területei az alábbiak: erősen korrelált rendszerek, alacsony dimenziós kvantumtérelméletek és kvantumstatisztikus rendszerek; Integrálható modellek, integrálhatóság-sértés; végesméret-effektusok; nem perturbatív módszerek; nemegyensúlyi dinamika.
2001–2012 között az MTA-ELTE Elméleti Fizikai Kutatócsoportjában dolgozott.
2012-től a BME egyetemi tanára.
2012-ben a Lendület program keretében csoportot alapított a „Kvantumtérelméleti modellek segítségével erősen korrelált kvantumrendszerek megértése” témában a Budapesti Műszaki és Gazdaságtudományi Egyetem Természettudományi Karának, Fizikai Intézetében.

## Díjai, elismerései
- Akadémiai Ifjúsági díj (2003)[1]
- Novobátzky-díj (2008)[1]
- Lendület ösztöndíj (2012)[4]
- A BME 2016. évi legjelentősebb tudományos közleménye (2017)[5]
- A BME legkiválóbb tudományos közleménye 2013-2017 (2018)[6]
- Akadémiai Díj (2020)[7]

## További információ

### Személyes, intézeti weblapok
- Takács, Gábor | Department of Theoretical Physics. dtp.physics.bme.hu. (Hozzáférés: 2018. december 11.)
- Takács Gábor - ODT Személyi adatlap. doktori.hu. (Hozzáférés: 2018. december 11.)

### Ismeretterjesztés
- Takács Gábor (2013). „Fizika a Standard Modellen innen és túl”. Természet Világa (1).
- Takács Gábor (magyar nyelven). Kutatók Éjszakája. [2020. augusztus 11-i dátummal az eredetiből archiválva]. (Hozzáférés: 2018. december 11.)